# Townsend Thoresen
Townsend Thoresen (auch mit Namenszusatz European Ferries) war eine britische Reederei, die 1968 gegründet wurde und mehrere Fährschiffe sowie RoRo-Frachter vom europäischen Festland nach Großbritannien betrieb. Sie wurde 1987 nach dem Untergang der Herald of Free Enterprise mit 193 Toten aufgelöst und durch die neu gegründete Reederei P&O European Ferries (später P&O Ferries) ersetzt.

## Geschichte
Townsend Thoresen entstand 1968 aus dem Zusammenschluss von Townsend Brothers Ferries und Thoresen Car Ferries. Die in Dover ansässige Reederei setzte ihre Schiffe auf dem Ärmelkanal von Calais und Zeebrugge nach Dover sowie Felixstowe und auch nach Schottland ein.
Die Schiffe von Townsend Thoresen waren durch ihre auffällige rote Rumpfbemalung sowie den in Weiß gehaltenen Schriftzug der Reederei bereits von weitem zu erkennen. Zu den bekanntesten Einheiten von Townsend Thoresen gehörten die insgesamt acht Free-Enterprise-Schiffe sowie die 1980 eingeführte Spirit-Klasse.
Am 6. März 1987 kenterte die Herald of Free Enterprise vor dem Hafen von Zeebrugge. 193 Menschen kamen bei dem Unglück ums Leben, das Schiff wurde als Totalschaden abgeschrieben und 1988 verschrottet. Für Townsend Thoresen stellte der Untergang eines ihrer größten und modernsten Schiffe einen hohen Imageverlust dar.
Noch im selben Jahr wurde die Reederei aufgelöst und durch die neu gegründete P&O European Ferries ersetzt. Sämtliche Schiffe von Townsend Thoresen wurden durch die neue Gesellschaft übernommen. 2002 entstand aus P&O European Ferries die bis heute aktive Reederei P&O Ferries.

## Passagierschiffe
| Jahr        | Name                      | Tonnage   | Werft                                     | Status/Schicksal                                                     |
| 1968 (1962) | Free Enterprise I         | 3880 BRT  | IHC Holland, Schiedam                     | 1980 verkauft, 2013 in Aliağa verschrottet                           |
| 1968 (1965) | Free Enterprise II        | 5956 BRT  | IHC Holland, Schiedam                     | 1982 verkauft, 2003 in Alang verschrottet                            |
| 1968 (1966) | Free Enterprise III       | 6889 BRT  | IHC Holland, Schiedam                     | 1984 verkauft, 2004 nahe Dschidda havariert                          |
| 1968 (1964) | Viking I                  | 5440 BRT  | Kaldnes Mekaniske Verksted, Tønsberg      | 1976 verkauft, 2008 in Aliağa verschrottet                           |
| 1968 (1964) | Viking II                 | 3670 BRT  | Kaldnes Mekaniske Verksted, Tønsberg      | 1976 verkauft, 2011 gesunken                                         |
| 1968 (1965) | Viking III                | 3824 BRT  | Orenstein & Koppel, Lübeck                | 1982 verkauft, als Red Star I in Fahrt                               |
| 1969        | Free Enterprise IV        | 5049 BRT  | IHC Holland, Schiedam                     | 1987 an P&O European Ferries, 2006 in Alang verschrottet             |
| 1970        | Free Enterprise V         | 5044 BRT  | IHC Holland, Schiedam                     | 1987 an P&O European Ferries, 2012 in Durrës verschrottet            |
| 1972        | Free Enterprise VI        | 4981 BRT  | IHC Holland, Schiedam                     | 1987 an P&O European Ferries, 2005 gesunken                          |
| 1973        | Free Enterprise VII       | 4981 BRT  | IHC Holland, Schiedam                     | 1987 an P&O European Ferries, 2015 vor Serang gekentert              |
| 1974        | Free Enterprise VIII      | 5170 BRT  | Verolme Scheepswerf, Alblasserdam         | 1987 an P&O European Ferries, 2011 in Aliağa verschrottet            |
| 1975        | Viking Venturer           | 6387 BRT  | Aalborg Værft, Aalborg                    | 1987 an P&O European Ferries, 2010 in Alang verschrottet             |
| 1975        | Viking Valiant            | 6387 BRT  | Aalborg Værft, Aalborg                    | 1987 an P&O European Ferries, 2010 in Alang verschrottet             |
| 1976        | Viking Voyager            | 6386 BRT  | Aalborg Værft, Aalborg                    | 1987 an P&O European Ferries, 2011 in Aliağa verschrottet            |
| 1976        | Viking Viscount           | 6386 BRT  | Aalborg Værft, Aalborg                    | 1987 an P&O European Ferries, Als Vitsentzos Kornaros in Fahrt       |
| 1978 (1975) | Stena Nordica             | 5443 BRT  | Rickmers-Werft, Bremerhaven               | bis 1979 von der Stena Line gechartert, 2015 in Aliağa verschrottet  |
| 1980        | Spirit of Free Enterprise | 7951 BRT  | Schichau Unterweser, Bremerhaven          | 1987 an P&O European Ferries, 2012 in Aliağa verschrottet            |
| 1980        | Herald of Free Enterprise | 7950 BRT  | Schichau Unterweser, Bremerhaven          | 1987 vor Zeebrugge gekentert, 1988 in Kaohsiung verschrottet         |
| 1980        | Pride of Free Enterprise  | 7951 BRT  | Schichau Unterweser, Bremerhaven          | 1987 an P&O European Ferries, 2015 in Alang verschrottet             |
| 1985 (1972) | Panther                   | 3960 BRT  | Helsingør Skibsværft, Helsingør           | bis 1986 von P&O gechartert, 2005 in Alang verschrottet              |
| 1985 (1972) | Tiger                     | 3960 BRT  | Helsingør Skibsværft, Helsingør           | bis 1986 von P&O gechartert, als Expedition in Fahrt                 |
| 1985 (1968) | Leopard                   | 6113 BRT  | Ateliers et Chantiers de Bretagne, Nantes | 1986 verkauft, 2004 in Alang verschrottet                            |
| 1985 (1967) | Ionic Ferry               | 6113 BRT  | Ateliers et Chantiers de Bretagne, Nantes | 1987 an P&O European Ferries, 2003 nach Brand in Aliağa verschrottet |
| 1985 (1974) | Prince Laurent            | 5052 BRT  | N.V. Boelwerf, Temse                      | 1986 verkauft, als Superstar in Fahrt                                |
| 1985 (1975) | Prinses Maria-Esmeralda   | 5635 BRT  | Cockerill-Sambre, Antwerpen               | 1986 verkauft, 2008 in Alang verschrottet                            |
| 1985 (1975) | Princesse Marie-Christine | 5635 BRT  | Cockerill-Sambre, Antwerpen               | 1986 verkauft, 2011 in Alang verschrottet                            |
| 1985 (1978) | Prins Albert              | 6019 BRT  | Cockerill-Sambre, Antwerpen               | 1986 verkauft, 2012 in Aliağa verschrottet                           |
| 1985 (1966) | Prinses Paola             | 4548 BRT  | Cockerill-Sambre, Antwerpen               | 1986 verkauft, 2006 in Alang verschrottet                            |
| 1985 (1981) | Princesse Clementine      | 329 BRT   | Boeing Jetfoil Industries, Seattle        | 1986 verkauft, als Seven Islands Niji in Fahrt                       |
| 1985 (1981) | Prinses Stephanie         | 329 BRT   | Boeing Jetfoil Industries, Seattle        | 1986 verkauft, als Seven Islands Yume in Fahrt                       |
| 1987 (1969) | Vortigern                 | 4797 BRT  | Swan Hunter, Wallsend                     | 1987 von Sealink gechartert, 2005 in Alang verschrottet              |
| 1987        | Pride of Dover            | 26443 BRT | Schichau Unterweser, Bremerhaven          | 1987 an P&O European Ferries, 2012 in Aliağa verschrottet            |